# Чинодиа, Шиммер
Шиммер Чинодиа (англ. Shimmer Chinodya, 1957, Гверу, Федерация Родезии и Ньясаленда) — зимбабвийский писатель, пишет на английском языке.

## Биография
Учился в Goromonzi High School, исключен за участие в выступлениях против режима Яна Смита. Окончил Университет Зимбабве (1979) и Айовский университет (1985, магистр литературного мастерства). Был приглашенным профессором в St. Lawrence University (1995—1996). По его сценарию снят фильм Цици Дангарембга «Ребенок любого из нас».
Живет с семьей в Хараре.

## Произведения
- Dew in the Morning (1982, переизд. 2001)
- Farai’s Girls (1984)
- Дитя войны/ Child of War (1986, под псевдонимом)
- Урожай колючек/ Harvest of Thorns (1989, премия Нома, литературная премия Британского Содружества)
- Can we talk and other Stories (1998, книга рассказов, шорт-лист Caine Prize)
- История Тамари/ Tale of Tamari (2004)
- Председатель глупцов/ Chairman of Fools (2005)
- Раздор/ Strife (2006, NAMA award)
- Tindo’s Quest (2011)
- Chioniso & Other Stories (2012, книга рассказов)